# TGV Postal
De TGV Postal was een type goederen-hogesnelheidstrein uit de TGV-familie.

## Beschrijving
Oorspronkelijk werden er voor La Poste twee en een halve TGV-treinstellen gebouwd ter behoeve van het postvervoer na de opening van de LGV Sud-Est. Dit aantal werd later aangevuld met een extra treinstel na de transformatie van een TGV Sud-Est-treinstel in posttreinstel. Er is over nagedacht om nog een Sud-Est treinstel om te bouwen tot posttreinstel maar door de daling van het postverkeer bleek dit niet nodig. Na 2014 gaat La Poste het postvervoer uitvoeren met vrachtauto's en wissellaadbakken per trein. Zoals bij de meeste posterijen is het briefvervoer geslonken met het gebruik van internet maar de pakketverzending is gegroeid. Op 27 juni 2015 reed de 6995 laatste rit van Cavaillon naar Parijs en kwam hiermee een einde aan de inzet van de Postal-TGV.
De treinen zijn 200,19 meter lang en 2904 millimeter breed, hebben een gewicht van 345 ton en kunnen op 1500 volt gelijkspanning en 25 kV wisselspanning rijden. Ze hebben een maximumsnelheid van 270 km/h, waardoor ze de snelste goederentreinen ter wereld zijn. De treinen mogen alleen gekoppeld rijden met treinen van dezelfde soort en van het type Sud-Est.
La Poste zette de treinen in voor postvervoer tussen Parijs, Mâcon en Cavaillon, met een frequentie van zes treinen per dag.

## Staat van het materieel
| Treinstel | Motorwagens  | Indienststelling            | Buitendienststelling | Depot         |
| --------- | ------------ | --------------------------- | -------------------- | ------------- |
| 951/952   | 923001/ 002  | 1 oktober 1984              | 23 oktober 2015      | Paris Sud-Est |
| 953/954   | 923003 / 004 | 1 oktober 1984              | 23 oktober 2015      | Paris Sud-Est |
| 955       | 923005       | 1 oktober 1984              | 23 oktober 2015      | Paris Sud-Est |
| 956/957   | 923006 / 007 | Voorheen TGV SE 23075 / 076 | 23 oktober 2015      | Paris Sud-Est |

## Galerij

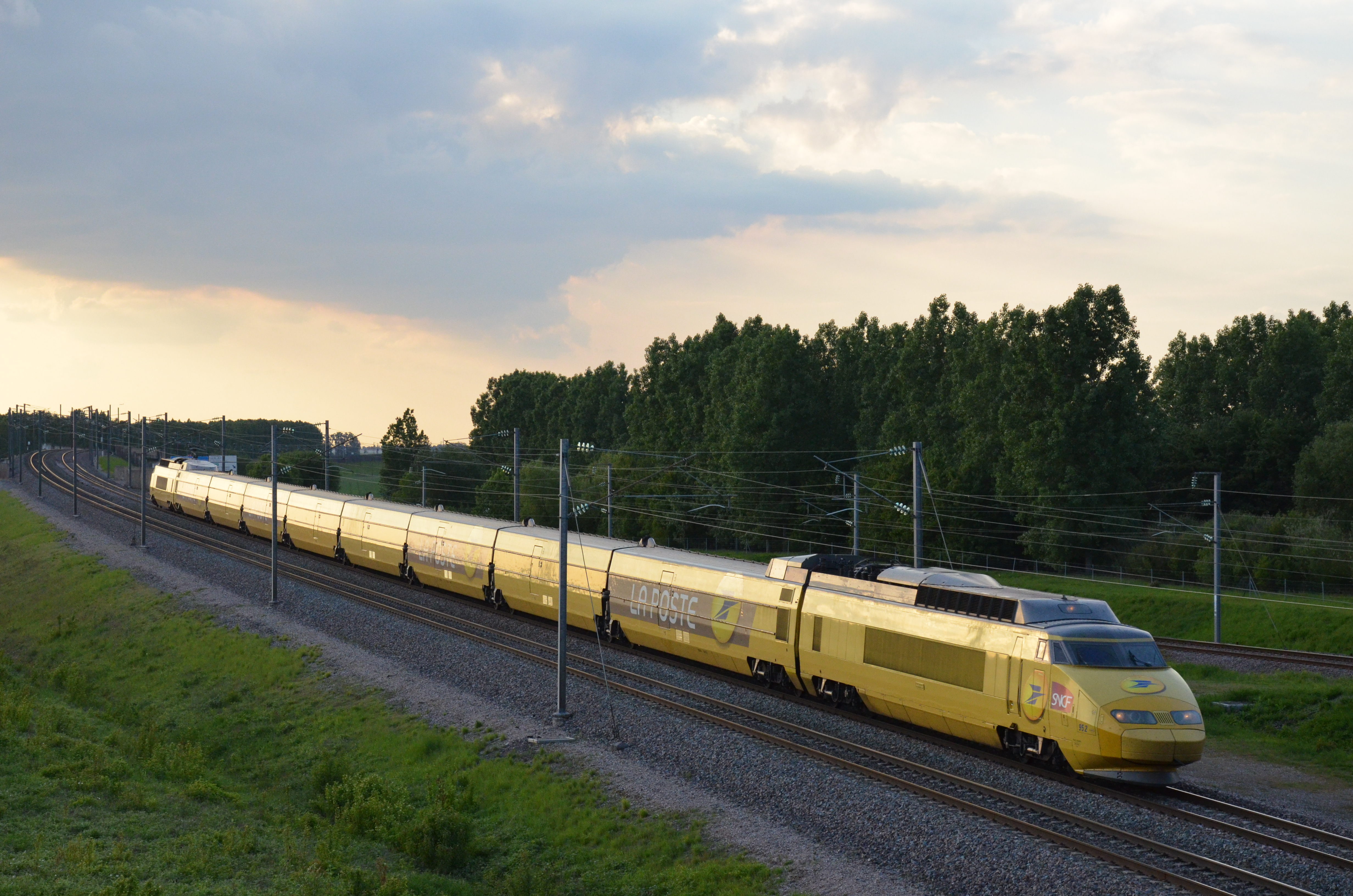
TGV Postal in de buurt van Parijs.
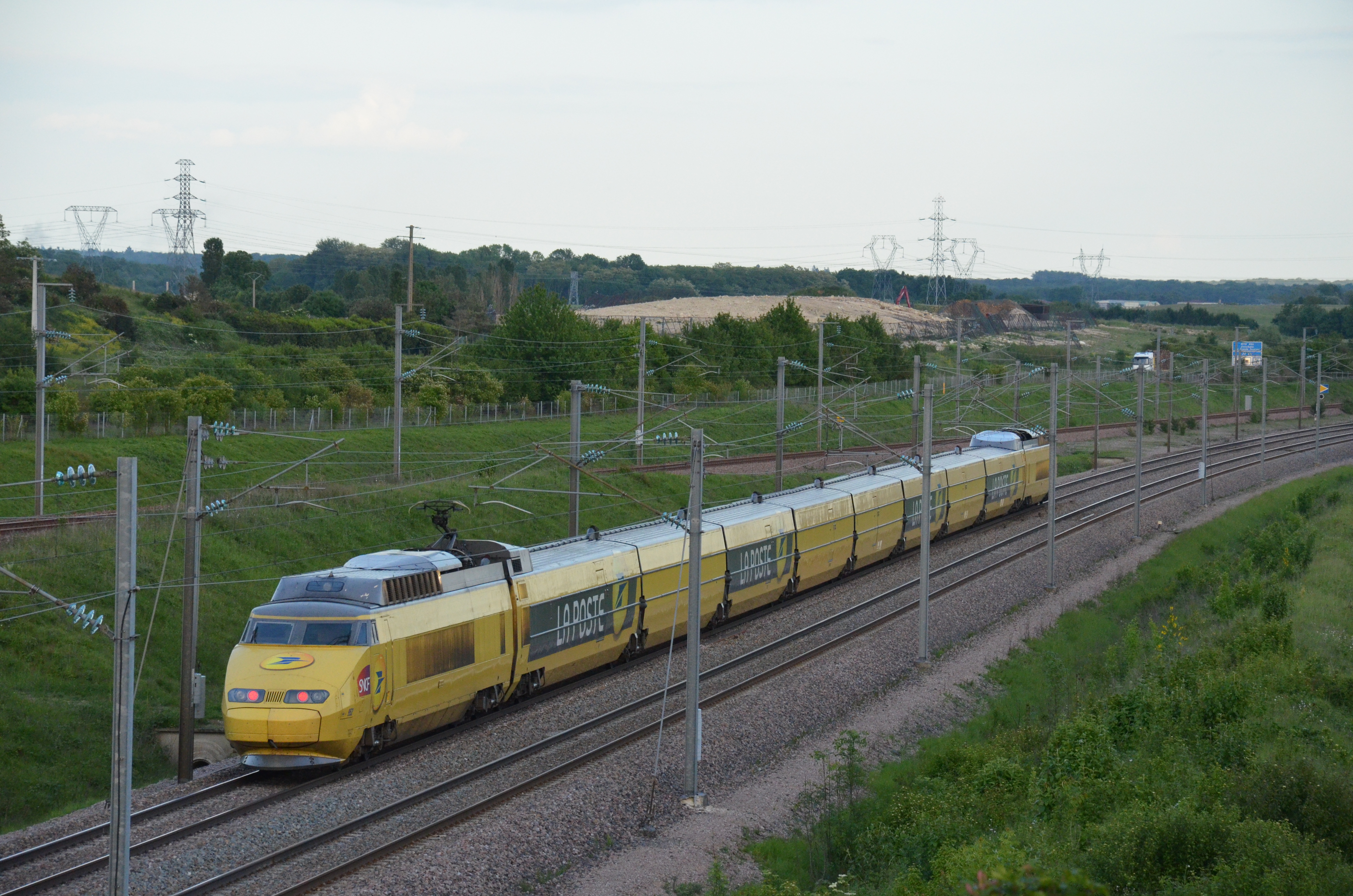
TGV Postal in de buurt van Parijs.
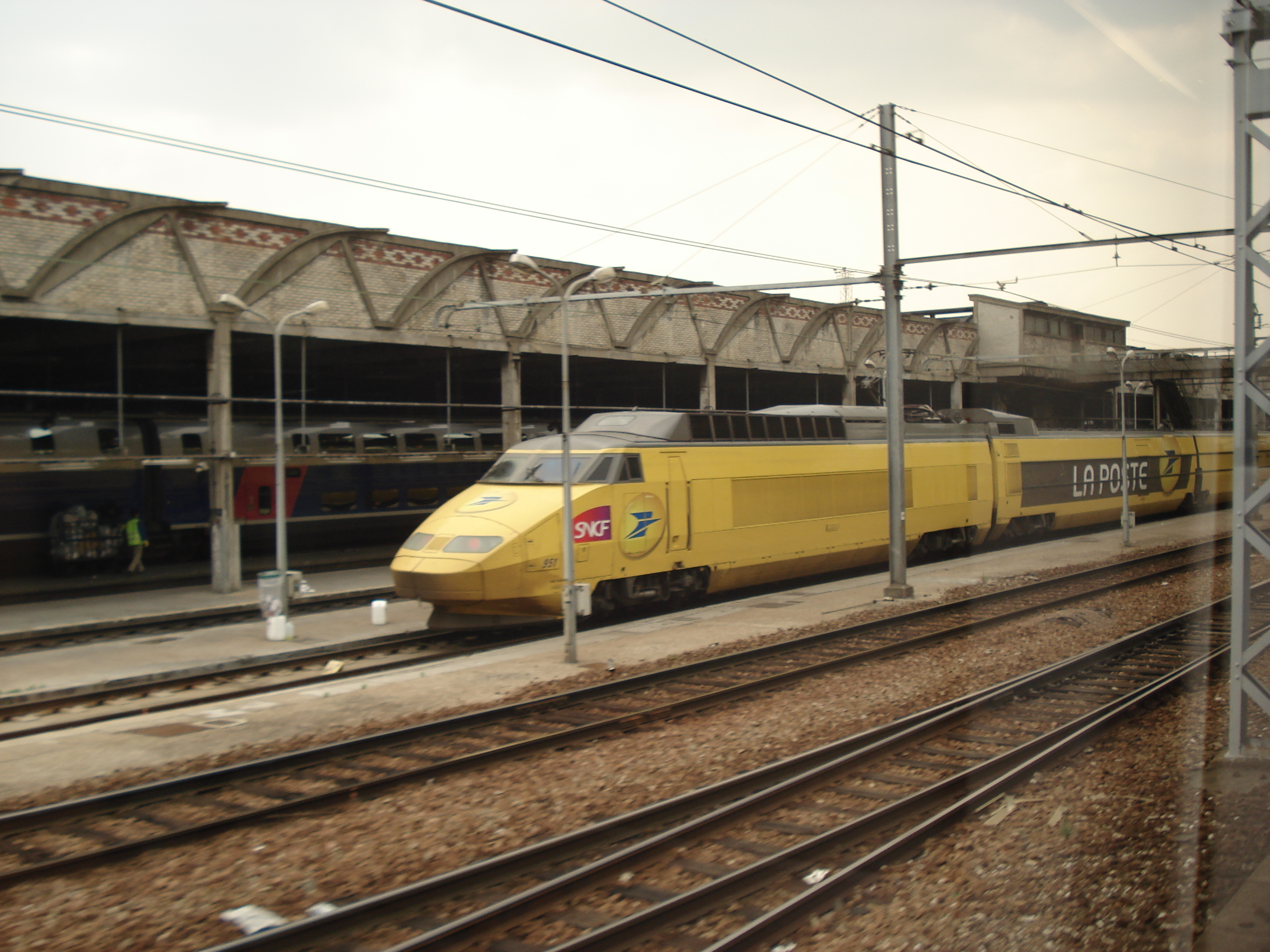
TGV Postal treinstel vlak bij Paris gare de Lyon
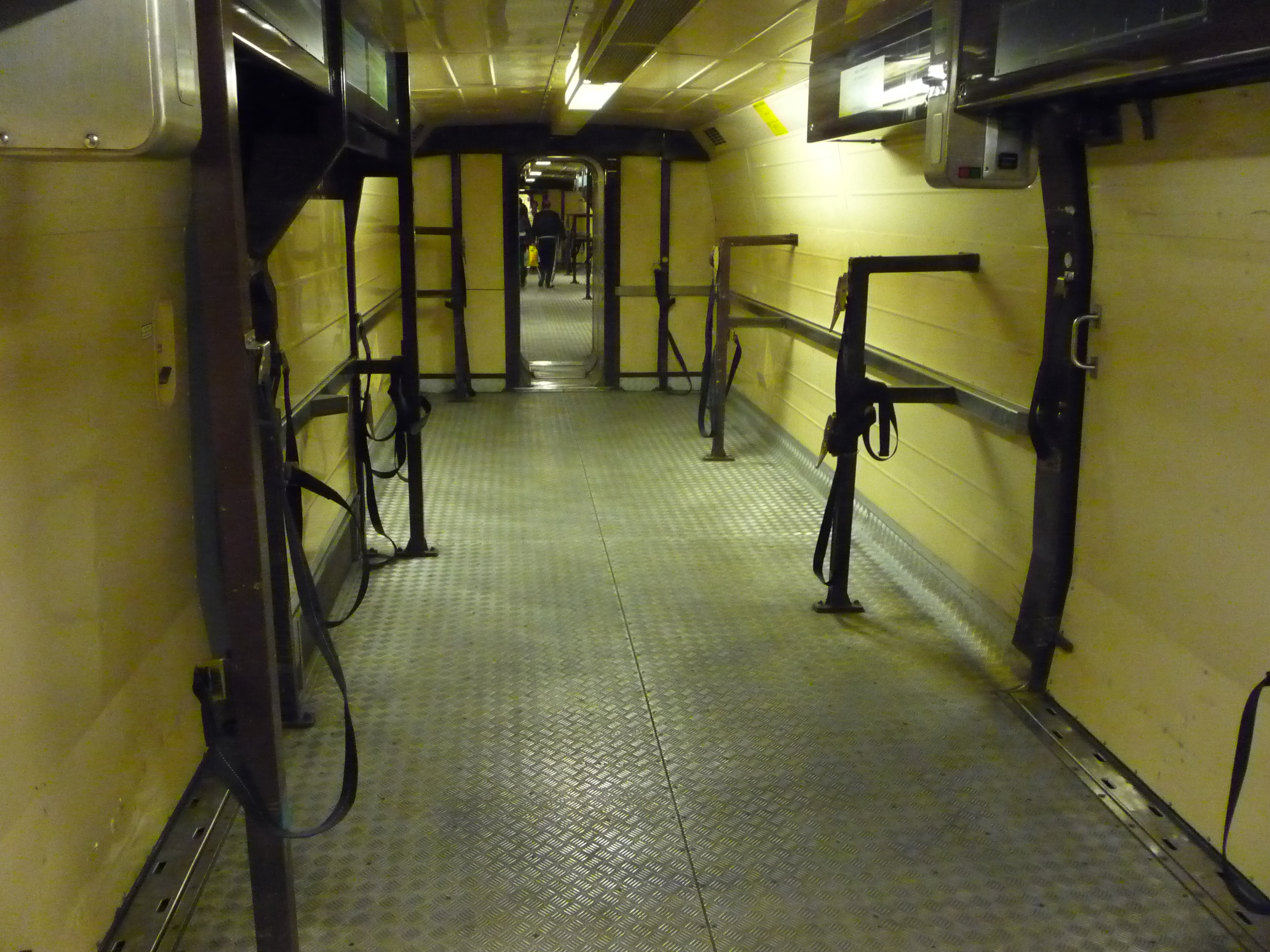
Binnen in de postrijtuigen